# Pero fusaria
Pero fusaria är en fjärilsart som beskrevs av Walker 1860. Pero fusaria ingår i släktet Pero och familjen mätare. Inga underarter finns listade i Catalogue of Life.